# Jens Marklof

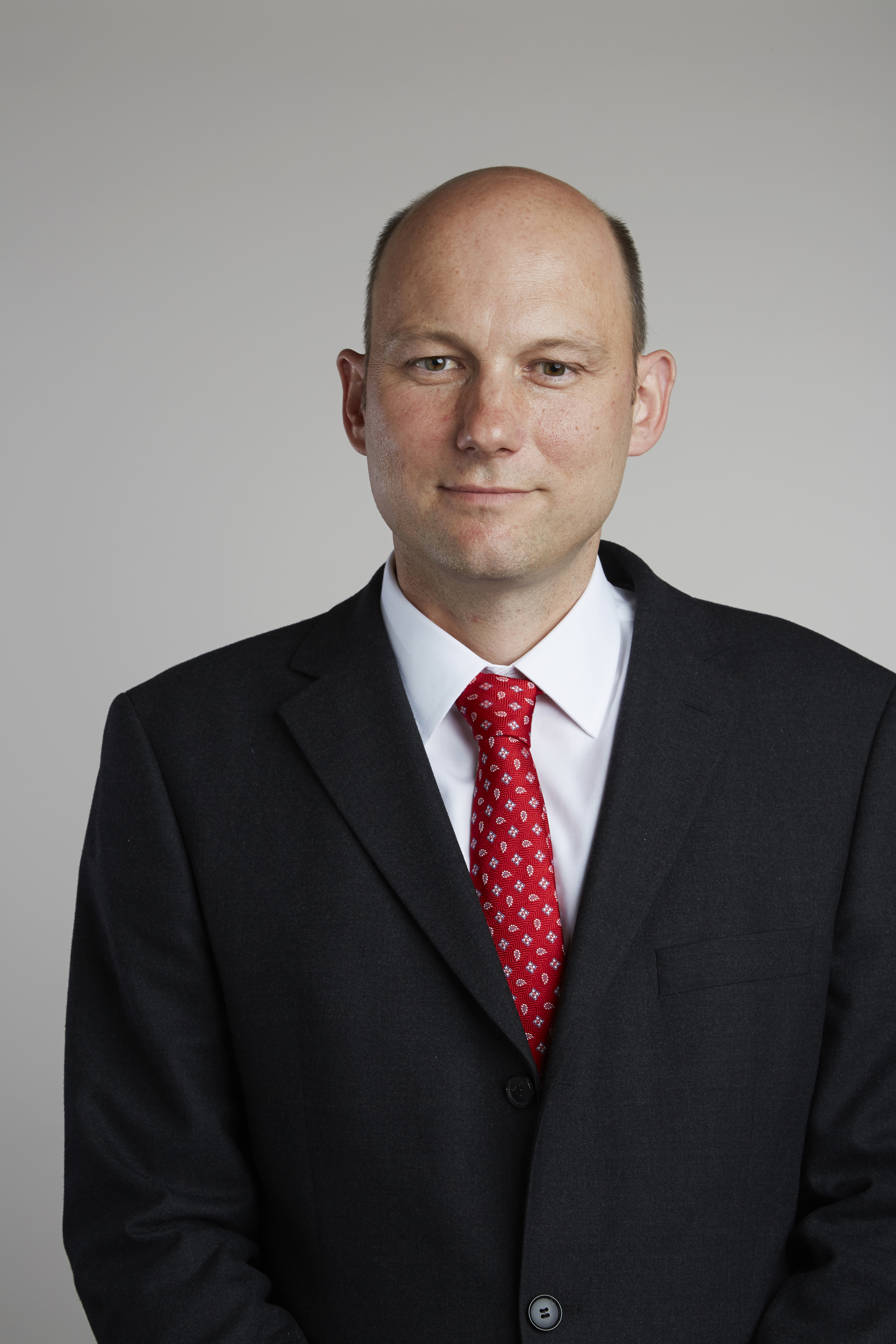

Jens Marklof (* um 1971) ist ein deutscher Physiker und Mathematiker, der sich mit Quantenchaos, dynamischen Systemen und Zahlentheorie beschäftigt.

## Leben
Marklof studierte nach dem Abitur 1989 in Springe Physik an der Universität Hamburg, wo er 1994 sein Diplom erwarb (Arithmetisches Chaos in dreidimensionalen hyperbolischen Räumen). 1997 wurde er an der Universität Ulm promoviert (Limit theorem for theta sums with applications to quantum mechanics), wofür er einen Preis der Universität erhielt. Als Post-Doc war er am Hewlett Packard Institute in Bristol, am Isaac Newton Institute, am IHÉS und in Orsay. Seit 1998 war er Lecturer an der Universität Bristol, seit 2002 Reader und ab 2005 Professor für Mathematische Physik.
Marklof beschäftigt sich mit Quantenchaos mit Verbindungen zur Zahlentheorie. Zum Beispiel fand er durch Lösung von Spezialfällen Unterstützung für die Vermutung von Michael Berry und Tabor (1977), dass die Verteilung der Energieniveaus der Quantenversionen klassisch exakt integrabler dynamischer Systeme der Poisson-Statistik folgt. Mit Andreas Strömbergsson untersuchte er das Lorentzgasmodell (nach Hendrik Antoon Lorentz 1905) von klassischen Elektronen in Kristallen (betrachtet als nichtwechselwirkende Punktteilchen, die an den Gitterionen gemäß einfachen Stoßgesetzen streuen). Während der Fall zufälliger Anordnung der Gitter-Streuzentren schon bekannt war (Giovanni Gallavotti, Herbert Spohn, Sinai, Leonid Bunimovich und andere) – dort gilt die lineare Boltzmanngleichung – untersuchten Marklof und Strömbergsson periodische Anordnungen der Streuzentren für verschwindende Radien der Streuer (Boltzmann-Grad-Grenzwert), die sich in den abgeleiteten Transportgleichungen vom ungeordneten Fall signifikant unterscheiden. Die Verteilung der Pfade der gestreuten Teilchen wird durch Markow-Prozesse beschrieben.
2004 wurde Marklof der Marie-Curie-Preis der Europäischen Kommission verliehen. 2009 erhielt er den Wolfson Research Merit Award der Royal Society und 2010 den Whitehead-Preis. 2009 war er Plenarsprecher auf dem International Congress on Mathematical Physics in Prag (Kinetic transport in crystals). 2014 war er Eingeladener Sprecher auf dem ICM in Seoul (The low-density limit of the Lorentz gas: periodic, aperiodic and random). 2015 wurde er in die Royal Society gewählt.

## Schriften
- Energy level statistics, lattice point problems and almost modular functions. In: Cartier, Julia, Moussa, Vanhove (Hrsg.): Frontiers in Number Theory, Physics and Geometry. Les Houches Lectures 2003, Band 1, Springer Verlag 2006, S. 163–181.